# 표선생활체육관운동장
표선생활체육관운동장(表善生活體育館運動場, Pyoseon Gyamnasium Stadium)은 대한민국 제주특별자치도 서귀포시에 있는 스포츠 시설이다. 천연잔디 필드와 우레탄 트랙이 갖춰진 경기장이며, 1998년에 준공되었다.

## 참고 문헌
- “표선생활체육관운동장”. 서귀포시청.
- 《2023 전국 공공체육시설 현황 (2022년 12월말 기준)》. 대한민국 문화체육관광부. 2024.